# Elena Barberá
Elena Barberà Gregori es una profesora española.

## Biografía
Doctora en Psicología por la Universidad de Barcelona en 1995 gracias a la tesis Enfocament avaluatiu en matematiques, ejerce como profesora en la Universidad Abierta de Cataluña en Barcelona y en la Nova Southeastern University de Florida. Su actividad investigadora se centra en la psicología de la educación: los procesos de enseñanza, aprendizaje y evaluación en entornos en línea.

## Publicaciones
Entre sus libros se encuentran los siguientes:
- La educación en la red: actividades virtuales de enseñanza y aprendizaje (2004)
- Educar en aulas virtuales (2004)
- La incógnita de la educación a distancia (2001)